# Echinococcosi alveolare
L'echinococcosi (o idatidosi alveolare) è un'antropo-zoonosi parassitaria causata dalla forma larvale di Echinococcus multilocularis. È più rara della forma cistica ma molto più patogena.

## Eziologia
L'Echinococcus multilocularis è un cestode (una piccola tenia), lungo dai 1.5 ai 4 mm, costituita dallo scolice, con 4 ventose e un rostello di uncini a duplice corona, dal collo e da 5 proglottidi; da quelle gravide si liberano le uova. È ermafrodita: ogni proglottide è dotata di un apparato genitale maschile e di uno femminile e quindi si autofeconda. Le uova, del diametro di 30-40 µm, contengono ciascuna un embrione esacanto (oncosfera), e vengono eliminate con le feci dell'animale infestato.

## Epidemiologia

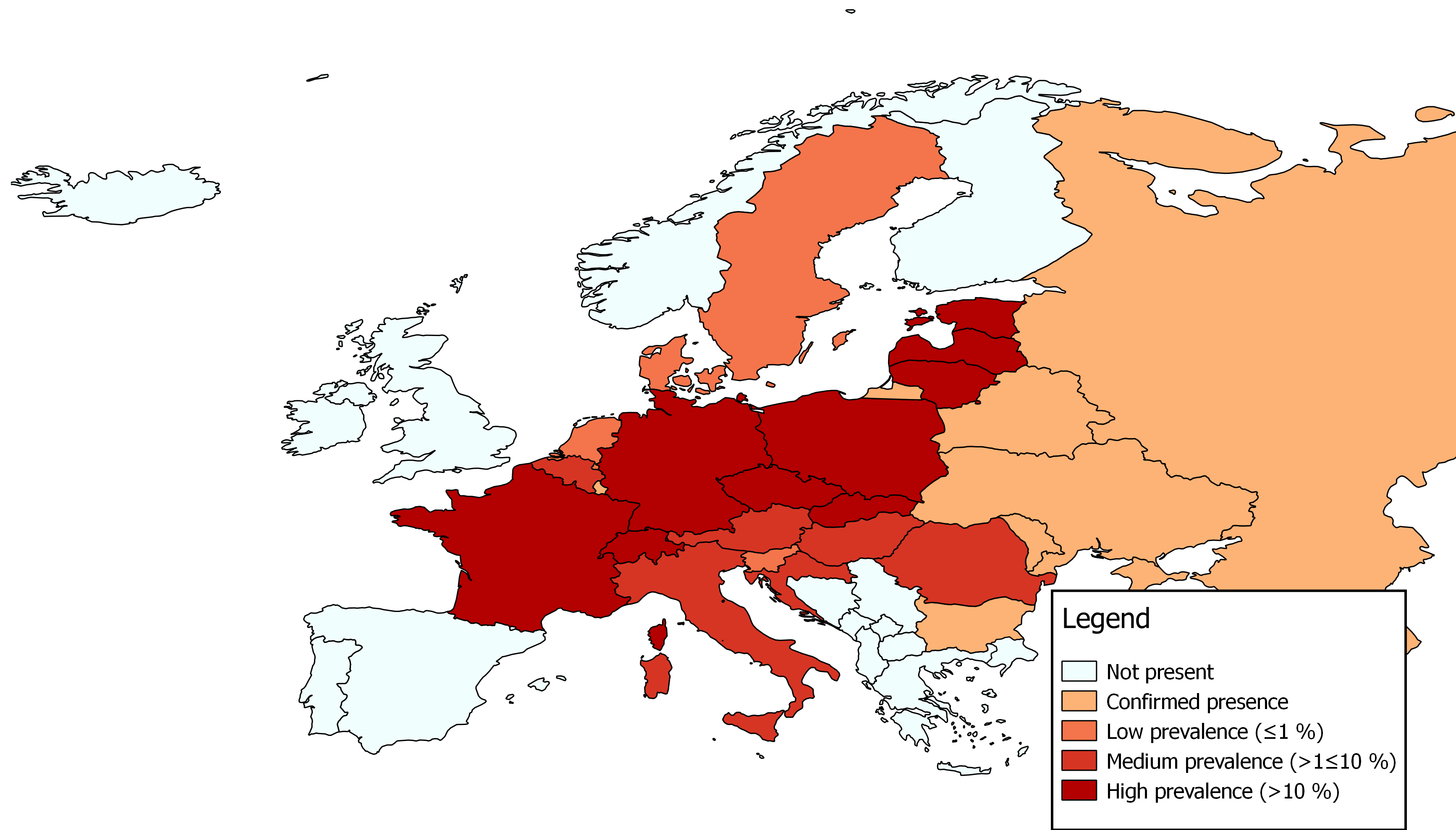
Prevalenza dell'echinococco nelle volpi europee tra il 1968 e il 2014 (legenda in inglese)

La trasmissione del cestode è limitata all'emisfero boreale: la parassitosi è endemica in Europa centrale, nelle aree dell'arco alpino dalla Franca Contea alla Carinzia, nei Balcani, in Turchia, in Asia centrale, in Persia, nella Cina centro-settentrionale, in Siberia, in Giappone, nelle isole Curili, Alaska, Canada e USA. Le zone infestate sono considerate endemiche se l'incidenza è di 20 casi ogni 100 000 abitanti per anno. In alcuni villaggi cinesi la prevalenza può variare tra 5 e 10%. Tra le volpi delle zone endemiche la prevalenza varia tra 15 e 70% e sta aumentando in aree peridomiciliari di alcune città del Nord Europa e del Nord del Giappone, ponendo potenziali futuri rischi per le popolazioni di tali zone.

## Modalità di trasmissione
La forma adulta del parassita (in un numero variabile tra 10 e 1000 individui) si localizza nell'intestino tenue dell'ospite definitivo, che nel ciclo silvestre è rappresentato principalmente dalla volpe e nel ciclo rurale dai cani domestici o dai gatti. Gli ospiti intermedi sono piccoli roditori che si infestano cibandosi di bacche e frutti di bosco contaminati dalle feci degli ospiti definitivi, i quali a loro volta si sono infestati cibandosi delle carni contaminate dei roditori. L'uomo diventa ospite intermedio solo accidentalmente. Nelle aree geografiche nelle quali prevale il ciclo rurale, si hanno i più alti tassi di infestazione umana, in alcuni villaggi delle zone endemiche della Cina fino al 20%, favorita dalla povertà e dalla scarsa igiene. In Europa prevale il ciclo silvestre: in queste regioni la malattia è molto rara e l'uomo si infesta cibandosi di frutti del sottobosco e vegetali contaminati, o toccando volpi e cani infestati.

## Patogenesi e anatomia patologica
La malattia colpisce principalmente il fegato, ma può successivamente coinvolgere altri organi addominali, ossa, muscoli, linfonodi, polmoni e sistema nervoso centrale. La lesione tipica è una massa di tessuto fibroso contenente una quantità di cisti biancastre di dimensioni variabili da qualche millimetro ad alcuni centimetri; queste vescicole sono circondate da uno strato laminare esterno e contengono una membrana germinativa interna dalla quale originano i protoscolici. A differenza dei roditori, le lesioni nell'uomo non mostrano che raramente la presenza di protoscolici. La massa infiltra il parenchima epatico e le strutture vicine: può causare stenosi e dilatazione delle vie biliari intraepatiche, dei rami venosi sovraepatici o portali, con comparsa di colestasi e ipertensione portale. Spesso nella porzione centrale della lesione si forma una massa gelatinosa, composta da tessuto necrotico, bile e talvolta materiale purulento, che assume un aspetto cistico. La parte necrotica si può sovrinfettare con colangiti ricorrenti ed episodi settici. La malattia può avere una diffusione ematogena e localizzarsi a distanza.

## Clinica
La malattia può progredire per anni in modo del tutto asintomatico. La clinica dipende dalla localizzazione delle lesioni. La severità della malattia dipende anche dalla capacità delle difese immunitarie di contenere l'invasione della parassitosi. In condizioni particolarmente favorevoli (per esempio nei pazienti in terapia immunosoppressiva o nei pazienti HIV) E.multilocularis può comportarsi come un patogeno "opportunista" e dare una malattia a progressione molto rapida.
La malattia si manifesta con dolore più o meno importante in ipocondrio destro, che può durare per anni prima che si compaia la lesione, con epatomegalia. Può esordire con ittero ingravescente o con coliche biliari, se la massa provoca un'ostruzione delle vie biliari.
Le sovrinfezioni batteriche (ascessi epatici, colangite, sepsi) si manifestano con febbre e brividi.
Il 10% dei casi si complica con lesioni secondarie ("metastatiche") ad altri organi. Le lesioni polmonari possono dare dispnea ed emottisi, quelle cerebrali possono dare attacchi epilettici o deficit neurologici focali.

## Diagnosi
La diagnosi può essere suggerita da un esame ecografico, ma deve essere confermata da test sierologici ed eventualmente da un esame istologico dopo biopsia percutanea del fegato, il cui impiego andrebbe limitato il più possibile per l'alto rischio di disseminazione dei parassiti e di lesioni secondarie metastatiche.

### Esami bioumorali
Il reperto di ipereosinofilia è poco comune; più spesso si ha una linfopenia. È comune il reperto di iper-gammaglobulinemia per l'aumento delle immunoglobuline G (IgG). Gli indici infiammatori aumentano nei casi di sovrinfezione batterica. La funzionalità epatica è conservata nei casi asintomatici e peggiora solo nei casi molto avanzati. Nei casi di ostruzione delle vie biliari aumentano gli indici di colestasi.

### Esami sierologici
Gli esami sierologici sono impiegati per confermare la diagnosi radiologica e possono essere impiegati per lo screening di massa. Si usano test di emagglutinazione indiretta con antigeni eterologi (di E.granulosus), che sono pertanto poco specifici, e test di immunofluorescenza.
Si possono impiegare test sierologici usati anche per la diagnosi dell'echinococcosi cistica: l'immunoelettroforesi (IEP) dimostra la presenza di anticorpi anti-Ag 5 (fenomeno dell'"arco 5") nel 60% dei casi.
L'Enzyme-linked immunosorbent assay (ELISA) con antigeni eterologi (di E.granulosus) e con antigeni omologi sono molto sensibili ma ancora poco specifici. L'ELISA con antigeni ricombinanti e purificati (con Em2+ o con fosfatasi alcalina di E. multilocularis) sono più specifici. Il Western blot che impiega estratti combinati di E.granulosus e E.multilocularis o del solo E.multilocularis mostra pattern specifici per la diagnosi: può dare reazioni positive crociate con la neuro-cisticercosi. Le IgE specifiche sono positive solo nel 50% dei pazienti pertanto non sono affidabili per la diagnosi.

### Diagnostica per immagini
- La radiologia tradizionale consente una valutazione iniziale e l'eventuale presenza di lesioni secondarie polmonari;
- L'ecografia consente lo studio delle lesioni epatiche primitive. Può anche evidenziare lesioni di piccole dimensioni, clinicamente silenti. Le lesioni possono essere uniche o multiple e presentano tre possibili "pattern" ecografici:
  - massa a contorni mal definiti e irregolari, a ecostruttura disomogenea con multipli noduli iperecogeni, di dimensioni variabili (aspetto tipo “grandine”), particolarmente contrastanti con il parenchima epatico sano circostante. È l'aspetto più tipico e frequente;
  - massa a ecostruttura anecogena, di aspetto pseudocistico, a contorni mal definiti e irregolari, talvolta con echi periferici all'interno delle pseudocisti. È l'aspetto più caratteristico delle lesioni a prevalente componente necrotica;
  - massa a ecostruttura mista, con aree iperecogene e zone anecogene (aspetto tipo "carta geografica").

In almeno la metà dei casi è possibile riscontrare zone calcifiche centrali, iperecogene con cono d'ombra posteriore ed è molto comune anche la dilatazione delle vie biliari intra-epatiche con le tipiche immagini "a canna di fucile". L'ecografia permette di valutare il coinvolgimento del legamento epato-duodenale e della via biliare principale, la presenza di segni di ipertensione portale, di trombosi dei vasi portali (cavernoma), il coinvolgimento delle vene sovraepatiche, della vena cava inferiore (con trombi "parassitari" che possono raggiungere l'atrio destro), della milza (con lesioni simili a quelle epatiche) o dei linfonodi retroperitoneali, o ancora le complicanze suppurative (colangiti, ascessi epatici, colecistiti). L'ecografia consente un agevole monitoraggio ed è lo strumento ideale per lo screening di massa nelle popolazioni endemiche e per la diagnosi nei Paesi poveri.
- La tomografia computerizzata addominale ha il vantaggio di valutare meglio la morfologia delle lesioni, soprattutto quelle calcifiche, più difficilmente valutabili dall'ecografia. La TC valuta meglio il coinvolgimento delle strutture vascolari e l'estensione agli organi vicini. La TC del torace e dell'encefalo studia le eventuali localizzazioni a distanza.
- L'imaging a risonanza magnetica (MRI) mostra reperti di echinococcosi alveolare che sono patognomonici: lesioni a forma di grappolo o ad alveare. È molto più sensibile della TC nel valutare le lesioni precoche, mentre è meno utile nei casi in cui prevalgano le lesioni calcifiche. La RM è utile nella valutazione preoperatoria.
- La tomografia a emissione di positroni (PET) con fluorodesossiglucosio, soprattutto se combinata con la TC, può essere impiegata per il monitoraggio della terapia perché consente di valutare la vitalità delle lesioni e l'entità della reazione infiammatoria peri-lesionale. Le lesioni inattive non captano il fluorodesossiglucosio. Le lesioni metabolicamente attive captano il marcatore in sede intralesionale e perilesionale.
- La colangiografia percutanea valuta meglio della colangio-pancreatografia retrograda endoscopica (ERCP) le lesioni intraepatiche nel caso in cui la malattia sia complicata da ittero ostruttivo. La colangiografia percutanea mostra il punto preciso dell'ostruzione e l'eventuale comunicazione delle vie biliari con le lesioni.

## Prognosi
Può essere una malattia molto invalidante e può richiedere un monitoraggio per tutta la vita del paziente. La parassitosi si comporta come una neoplasia a bassa malignità e a lenta crescita: nei casi non trattati la mortalità è superiore al 90% e la sopravvivenza media a 5 anni è del 40%. La prognosi della malattia epatica è eccellente quando è possibile resecare completamente la lesione, pertanto la diagnosi precoce è fondamentale, tanto quanto la stadiazione precisa della malattia. I progressi terapeutici hanno portato la sopravvivenza a 5 anni all'80%.
Le complicanze mortali più importanti sono quelle settiche (colangite, sepsi), la cirrosi biliare secondaria, i sanguinamenti digestivi da ipertensione portale, la sindrome di Budd-Chiari (trombosi delle vene sovraepatiche), le conseguenze provocate dalle localizzazioni a distanza dell'echinococcosi (cuore, polmone, cervello).

## Terapia

### Chirurgica
La terapia è principalmente chirurgica e consiste nella rimozione delle masse parassitarie, con resezioni di ampiezza variabile, dall'epatectomia parziale all'asportazione epatica totale seguita dal trapianto di fegato; in alcuni casi molto avanzati le masse non sono resecabili. Il trapianto di fegato è indicato nei casi di grave insufficienza epatica, ma è associato a un alto rischio di recidiva, a partenza da residui parassitari non evidenziati durante l'intervento chirurgico.

### Medica
La terapia con benzimidazolici (albendazolo e mebendazolo) può portare alla riduzione delle dimensioni delle masse, alla modificazioni nella loro morfologia, al miglioramento delle condizioni cliniche, anche dopo interventi di chirurgia palliativa, e in alcuni casi alla guarigione, quindi è buona norma far seguire all'intervento di resezione totale un periodo di almeno due anni di chemioterapia antiparassitaria: nei casi di intervento chirurgico non risolutivo la terapia può essere protratta per anni (anche per tutta la vita, nei casi inoperabili).